# أنطوني شافير
أنطوني شافير (بالإنجليزية: Anthony Shaffer)‏ (و. 1926 – 2001 م) هو كاتب سيناريو، وكاتب مسرحي، ودرامي ‏، وروائي، ومؤلف بريطاني، ولد في ليفربول، توفي في لندن، عن عمر يناهز 75 عاماً.

## التعليم
تعلم في كلية الثالوث، كامبريدج.

## جوائز
حصل على جوائز منها:
- جائزة إدغار.

## وصلات خارجية
- أنطوني شافير على موقع IMDb (الإنجليزية)
- أنطوني شافير على موقع ألو سيني (الفرنسية)
- أنطوني شافير على موقع أول موفي (الإنجليزية)
- أنطوني شافير على موقع قاعدة بيانات برودواي على الإنترنت (الإنجليزية)
- أنطوني شافير على موقع قاعدة بيانات الأفلام السويدية (السويدية)
- أنطوني شافير على موقع إن إن دي بي (الإنجليزية)
- أنطوني شافير على موقع قاعدة بيانات الفيلم (الإنجليزية)
- أنطوني شافير على موقع كينوبويسك (الروسية)